# 成田泰崇
成田 泰崇（なりた やすたか、1984年11月21日 -）は青森県出身の日本の柔道家。73 kg級の選手。身長は174 cm。組み手は右組み。得意技は内股。

## 経歴
国士舘大学大学院スポーツ・システム研究科修士課程修了。
柔道は5歳の時に車力スポーツ少年団で始めた。車力中学から青森北高校を経て国士舘大学に進むと、2年生の時には体重別団体で2位となった。3年生の時には学生体重別の決勝で明治大学の海老沼聖に敗れ２位となる。体重別団体2位。講道館杯で決勝でダイコロの稲澤真人に敗れ２位となる。4年生の時には体重別で3位となった。
学生体重別では決勝で海老沼を破って優勝。体重別団体でも優勝を飾った。講道館杯でも決勝で東海大学の大束正彦を破って優勝を成し遂げた。世界学生では決勝で世界チャンピオンであるハンガリーのブラウン・アーコシュに判定で敗れて2位にとどまった。団体戦でも2位だった。
2007年にはアルゼの所属となると、実業個人選手権と講道館杯で3位となった。
引退後は国士舘大学の総務課職員となり、大学の自衛消防隊にも加わった。

## 主な戦績
- 2004年　- 体重別団体　2位
- 2005年　- 学生体重別　2位
- 2005年　- 体重別団体　2位
- 2005年　- 講道館杯　2位
- 2006年 -　体重別　3位
- 2006年　- 学生体重別　優勝
- 2006年　- 体重別団体　優勝
- 2006年　- 講道館杯　優勝
- 2006年 -　世界学生　個人戦　2位　団体戦　2位
- 2007年　- 実業個人選手権　3位
- 2007年　- 講道館杯　3位

(出典、JudoInside.com)。